# یواس‌اس دلفین (اس‌پی-۳۱۸)
یواس‌اس دلفین (اس‌پی-۳۱۸) (به انگلیسی: USS Dolphin (SP-318)) یک کشتی است که طول آن ۱۲۸ فوت (۳۹ متر) می‌باشد. این کشتی در سال ۱۹۰۸ ساخته شد.